# Sebastián Zurita
Sebastian Zurita Bach (1986. november 22. –) mexikói színész.

## Élete és pályafutása
Mexikóban született. Szülei az ismert színész házaspár: Christian Bach és Humberto Zurita. Élete első szerepét tízéves korában kapta a szülei által készített Canaveral de pasionesben, amiben a főhőst alakította annak gyermekkorában. Sebastián ezután hosszú ideig nem szerepelt. Szülei azt szerették volna, ha fiuk úgy él, mint a korabeli gyerekek.
Az ifjú színész sok mindenben kipróbálta magát, mielőtt színésznek ment. Nagyon szeret sportolni, sokáig jégkorongozott és több küzdősportban ki próbálta magát. Egy rövid ideig egy hobbizenekar dobosa volt. Floridában, Miamiban járt egyetemre, diplomáját üzleti adminisztrációból és közgazdaságtanból szerezte.
2008-ban kapta élete első szerepét az En nombre del amorban - A szerelem nevében című telenovellában, ami egy csapásra ismertté tette őt hazájában és nemzetközileg is. Ugyanebben az évben Mexikóvárosban nyitott egy klubot, amibe eddig több mint 2 millió dollárt fektetettbe. 2010-ben a Corazon Salvaja című teleregényben Gabriel szerepét kapta. Sebastian egyik kedvenc szerepe volt, imádta a forgatás minden egyes percét, remekül kijött színész társaival, különösen Eduardo Yanezzel és Angelica Boyerrel, akivel a való életben is egy párt alkottak. Románcuk nem volt hosszú életű. Sebastiant azóta sok nővel hírba hozták, köztük Grettell Valdez színésznővel akivel 2010-ben a Cuando me Enamoro forgatásán ismerkedtek meg. A színészpár azóta elválaszthatatlan.
Egy színdarabban is szerepelt, amiben partnere Maite Perroni volt. A Mujeres Asasinas krimisorozatban is vállalt egy epizódszerepet. Egy mozifilmben, az Angel Caidoban is szerepet vállalt.

## Filmográfia

### Film
| Év   | Film                 | Szerep |
| ---- | -------------------- | ------ |
| 1990 | Un elefante en banda |        |
| 2009 | Ángel Caído          | Liut   |

### Televízió
| Év   | Cím                                     | Szerep                                           | Megjegyzések         |
| ---- | --------------------------------------- | ------------------------------------------------ | -------------------- |
| 1996 | Cañaveral de Pasiones                   | Pablo Montero (gyerek)                           | Gyerek főszereplő    |
| 2008 | A szerelem nevében (En nombre del amor) | Emiliano Saenz Noriega / Emiliano Ferrer Noriega | Főszereplő           |
| 2009 | Vad szív (Corazón salvaje)              | Gabriel Alvarez Aldama                           | Fiatal főszereplő    |
| 2010 | Időtlen szerelem (Cuando me enamoro)    | Rafael Gutiérrez de la Fuente                    | Különleges részvétel |
| 2010 | Mujeres Asesinas                        | Franco                                           | Különleges részvétel |
| 2014 | A beépített szépség (La Impostora)      | Eduardo León Altamira                            | Főszereplő           |
| 2015 | Veronica aranya (Lo imperdonable)       | Pablo Hidalgo                                    | Fiatal főszereplő    |